# Polské výtvarné umění

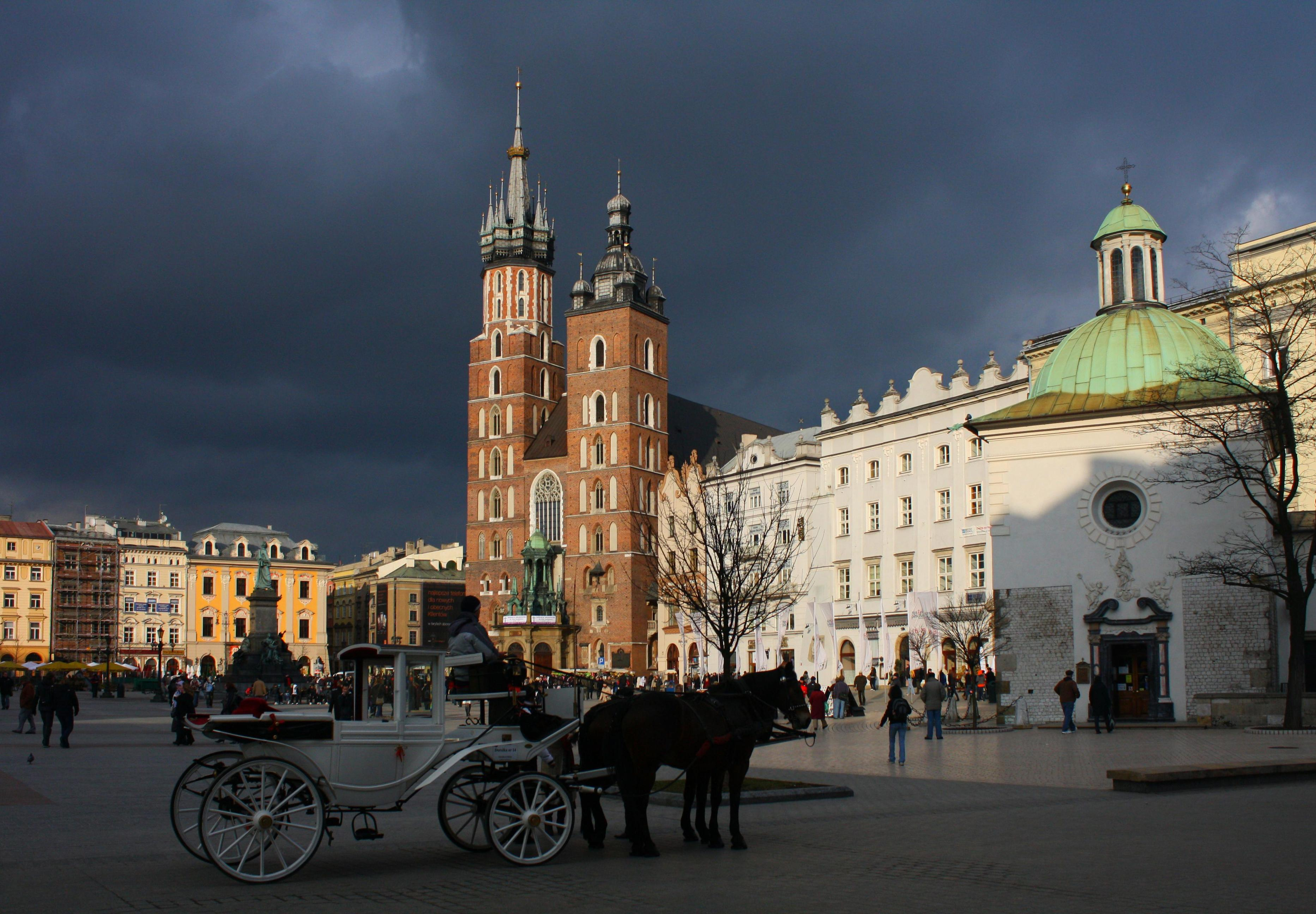
Hlavní náměstí v Krakově s kostely Panny Marie a sv. Vojtěch. V pozadí činžák Mennica, Šedý činžák a Italský dům.

Polské výtvarné umění je souhrnný název, jímž se rozumí všechny formy výtvarného umění, tzn. malířství, sochařství, architektura, vizuální umění (fotografie, film atd.) na historických územích Polska od pravěku po současnost, nebo tvorbu příslušníků polského etnika v zahraničí.

## Souhrn
Pojem polské výtvarné umění zahrnuje uměleckou činnost v oblastech souvisejících s historickým polským státem od pravěku po současnost. Od založení vlastního státu bylo umění formováno především západní (latinskou) kulturou a od pozdního středověku, ve východních oblastech, včetně bývalého východního pohraničí, také východními kulturami. Kromě Poláků hráli v polském umění významnou roli umělci dalších evropských národností, zejména ve středověku a novověku. Na mnoha dílech je často patrný vliv sousedních zemí nebo velkých uměleckých center v celé Evropě, především ve Francii, Nizozemsku, Německu a Itálii, často na úkor uměleckých inovací, které se ve velkém měřítku v polských zemích odehrávaly až od 19. století.
Navzdory častým územním změnám a 123 letům ztráty polské nezávislosti byla stavební a umělecká činnost nepřetržitá, i když územní změny ztěžují jasnou klasifikaci děl polského umění. Navíc v letech rozdělení země prudce vzrostl zájem o umění a výrazný pokrok domácích umělců, umění bylo vedle literatury hlavním katalyzátorem posilování pozice polského národa a jeho touhy po obnovené svobodě. 19. století bylo také počátkem polského muzejnictví, dějin umění a památkové péče.

## Historie umění v Polsku

### Pravěk

#### Paleolit

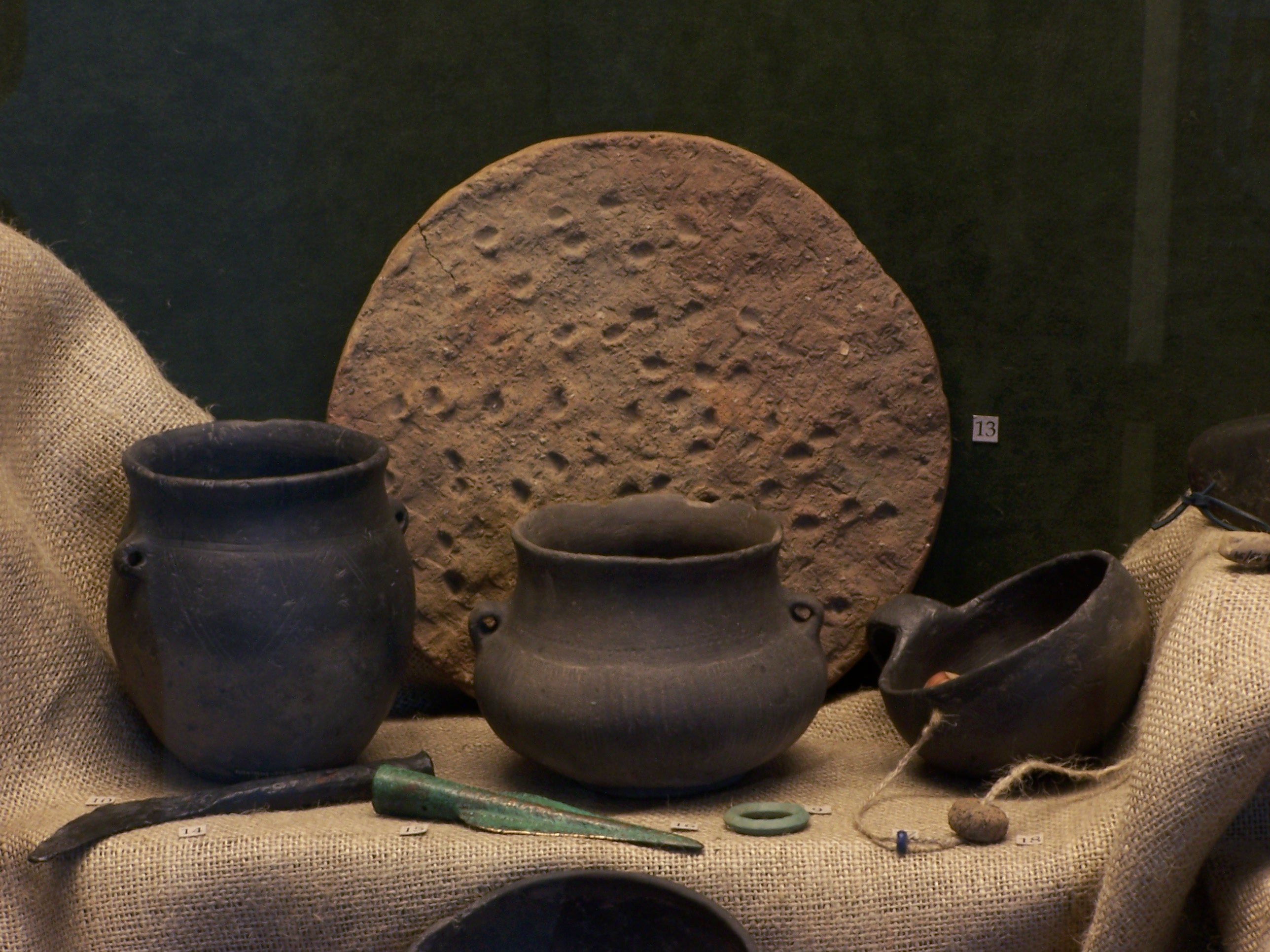
Nádoby lužické kultury

Nejstarší stopy lidské činnosti na území dnešního Polska pocházejí z období paleolitu. Jedná se o nástroje vyrobené z pazourku nalezené v Netopýří jeskyni v Jerzmanowicích, včetně hrotů kopí, kostěných výrobků zdobených geometrickým vzorem z Maszycké jeskyně u Krakova. Ve Velkém Polsku a severním Polsku, mimo jiné, výrobky z sobích kostí (např. v Murowana Goślina), jantarové figurky.

#### Neolit
V polovině 5. tisíciletí se země dostaly pod vliv kultury s lineární keramikou. Příkladem jsou keramické nádoby zdobené geometrickým liniovým ornamentem z Dobré. Nálezy z Brześće Kujawského, včetně šperků, jsou jedním z mála příkladů Lengyelské kultury. O tisíc let později se vyvinula kultura s nálevkovitými poháry. Tyto nálezy jsou považovány za kultury původní v oblasti středoevropských nížin. Nádoby nabývají dokonalejších forem a jsou často zdobené. Ve větším měřítku se objevují figurativní (hlavně zoomorfní) a narativní obrazy (např. nádoby z Ćmielówa). Cenným příkladem je figurka berana nalezená v blízkosti Jordanówa poblíž Dzierżoniówa. V současné době se v dole Krzemionki Opatowskie těží pruhovaný pazourek, z něhož se vyrábějí dekorativní předměty. Během mladšího neolitu (2600–1800 př.nl ) se keramické kultury měnily mnohem rychleji. Z tohoto období pocházejí nálezy kulovitých amfor a šňůrové keramiky (nejcennější nálezy jsou nádoby objevené ve Złotě u Sandoměře) a významné jsou také nálezy ozdob z jantaru z oblastí baltského pobřeží.

#### Doba bronzová

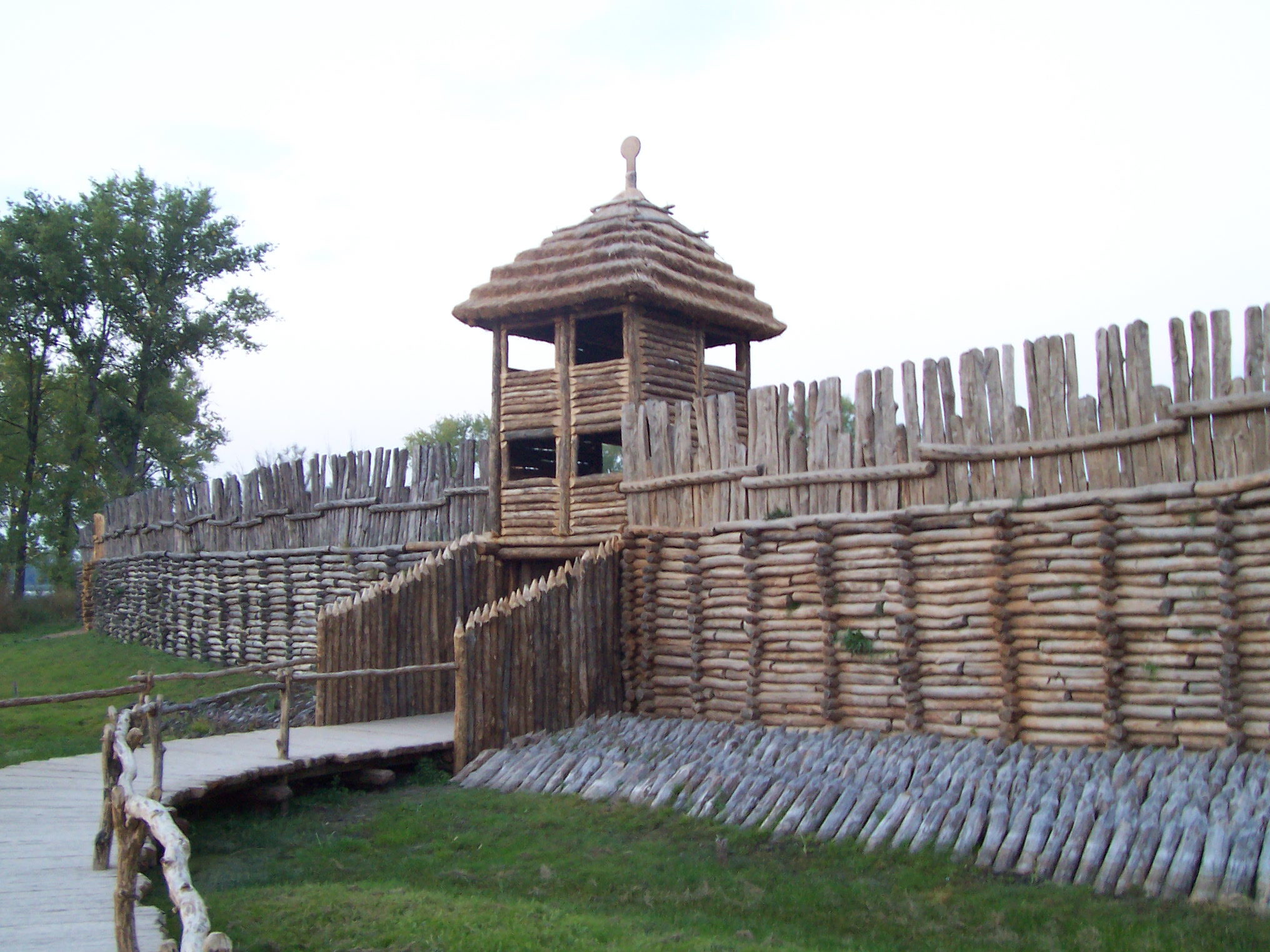
Biskupin – zrekonstruované obranné sídliště lužické kultury

V době bronzové se rozvinula lužická kultura, některými badateli považována za kulturu praslovanskou. Z této doby pocházejí bronzové ozdoby a nástroje, keramické výrobky v podobě nádob zdobených figurálními ornamenty znázorňujícími kultovní výjevy, figurky zvířat, ptáků a lidí. Na konci doby bronzové vznikla v polských zemích velká obranná sídliště. Koncentrace tohoto typu osídlení probíhala v době halštatské (700 - 400 př. n. l.). Z této doby pochází osada v Biskupinu, nejzachovalejší svého typu v Evropě. Mezi cenné nálezy patří náramek z okolí Zaháně zdobený spirálovitými ornamenty a figurkami ptáků, kultovní vozíky, cenné nálezy v Uścikowicích a Brzezie či poblíž Pleszewa.

#### Doba železná
Na konci halštatského období se rozvinula kultura známá jako východopomořská. Ta se vyznačovala pohřebním ritem, při kterém se používaly obličejové či domové urny. Obličejové urny se vyznačují schematickým zobrazením lidské tváře symbolizující zesnulého, břicho bylo někdy zdobeno žánrovými výjevy nebo vyobrazeními předmětů každodenní potřeby a zbraní (meče, kopí, štíty). Urny byly zakryty víky někdy stylizovanými jako pokrývky hlavy. Některé byly opatřeny náhrdelníky nebo náprsníky a plastická provedení uší byla ozdobena náušnicemi. V severní části Polska se dochovaly památky wielbarské kultury – mohylová pohřebiště s kamennými kruhy v Odrách, Węsiorech a Grzybnici.

#### Doba laténská a římská
Úpadek lužické kultury nastal na přelomu 5. a 4. století. př.n.l. Do Polska začal pronikat vliv thrácké a keltské kultury. S Kelty jsou spojeny nálezy monumentálních kamenných soch ve Slezsku v oblasti hory Ślęża a na Głubczycké a Malopolské plošině, v okolí Krakova (Anartes a jejich části, tedy Anartofracti – spojenci Anartů, horských keltských kmenů, které zůstaly do značné míry nezávislé na Římské říši). Stopy keltského osídlení objevili archeologové v 50. letech 20. století a v letech 2007–2008 také v Kališi a okolí  (keltská, předřímská Kalisia). Období římského vlivu je spojeno se vznikem Jantarové stezky. Mezi pozůstatky z této doby patří římské mince, šperky (fibulae, náhrdelníky) a importované nádoby, především typu terra sigillata a terra nigra, nalezené v různých oblastech dnešního Polska z Wymyslówě, Goszczyno, Gosławice, Łęg Piekarski a Rządz. Z několika kultur římského období byla na většina polského zemí převládající převorská kultura, o čemž svědčí četné nádoby, včetně urny nalezené v ženském hrobě v Biała blízko Lodže (ztraceno během druhé světové války). Kromě ornamentální výzdoby a slunečních symbolů představuje stylizované postavy jedoucí na koních. Další šperky byly nalezeny mimo jiné v Jakuszowicích, Dobrodni a Radziejówě Kujawském.

### Raný středověk
Dva mohylové hroby Krakův a Wandin v Krakově, postavené pravděpodobně v 7.-8. století jsou spojeny s avarským a slovanským nebo keltským osídlením. Původní trvalé umění v keramické výzdobě, jehož příklady zahrnují mimo jiné předměty nalezené v Bródnu u Varšavy. Kulturní odlišnost se začala rozvíjet v 6. a 10. století. Z této doby pocházejí opevněná města, dřevěné a kamenné sochy s kultovními účely.

### Předrománské a románské umění

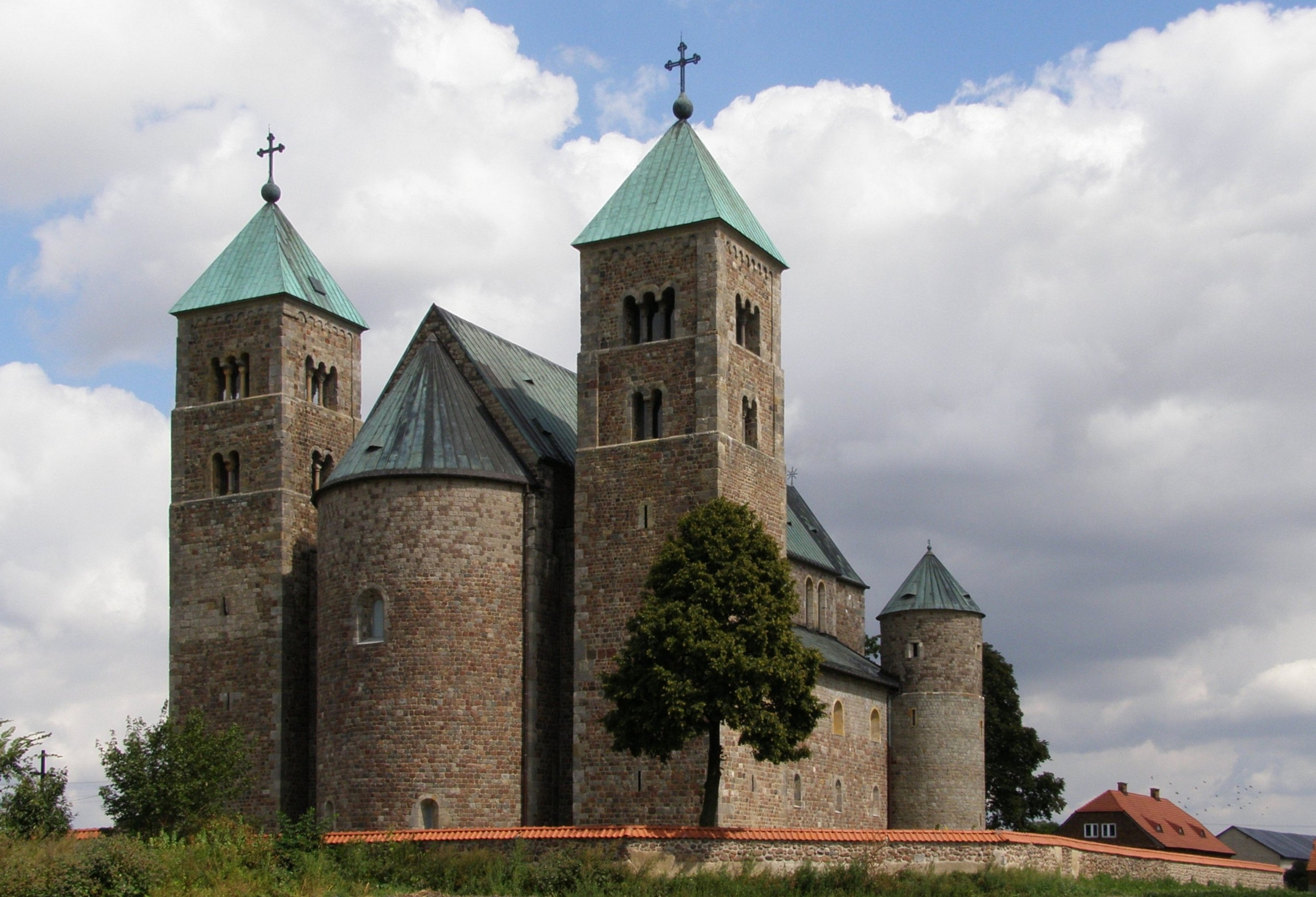
Románský kolegiátní kostel v Tumu u Łęczyce, 11.–12. století.

S christianizací Polska se objevuje předrománské umění a pak od poloviny 11. století románský sloh, který trvá až do poloviny 13. století. První chrámy postavili misionáři, ale první zděné stavby vznikaly až po založení diecézní správy v roce 1000. Dochovaly se památky na nejstarší katedrály, např. v Krakově, Poznani a Hnězdně. Na středovém půdorysu byly stavěny i menší chrámy, tedy palácové kaple (kaple v paláci Lednický ostrov, Hedči, Přemyšli). Nejznámějším dílem uměleckého řemesla předrománské doby je Vratislavský pohár, mešní kalich, který je dokladem misionářské činnosti mezi polskými kmeny.
Významnou roli v tehdejším umění hrála především umělecká řemesla zlatnictví a bronzové umění. Kronikář Kosmas, píšící o Břetislavově vpádu do Hnězdna, se zmiňuje o stovce vozů naložených cennostmi, což naznačuje, že tehdejší hnězdenská katedrála měla četná díla z předrománské doby. Dodnes se dochovaly jednotlivé relikviáře (včetně relikviáře z Kruszwice) a především zlaté liturgické náčiní obohacené o dekorace vyrobené technikou niello. Jedná se o kalichy a patény z Hnězdna, Trzemeszna, Kališe a Płocku - míst založených polskými panovníky. Vysokou uměleckou třídu reprezentují dvě díla z bronzu - Plocká vrata (v současnosti v katedrále sv. Sofie ve Velikém Novgorodu) a Hnězdenská vrata s 18 částmi ilustrujícími život svatého Vojtěcha s bohatou ornamentální výzdobou. Nejstarší díla se dochovala ze 13. století, především Szczerbiec - korunovační meč polských králů a tři knížecí koruny, z nichž jedna je v Płocku a dvě v Krakově, upravené v 15. století na kříž.

### Gotika

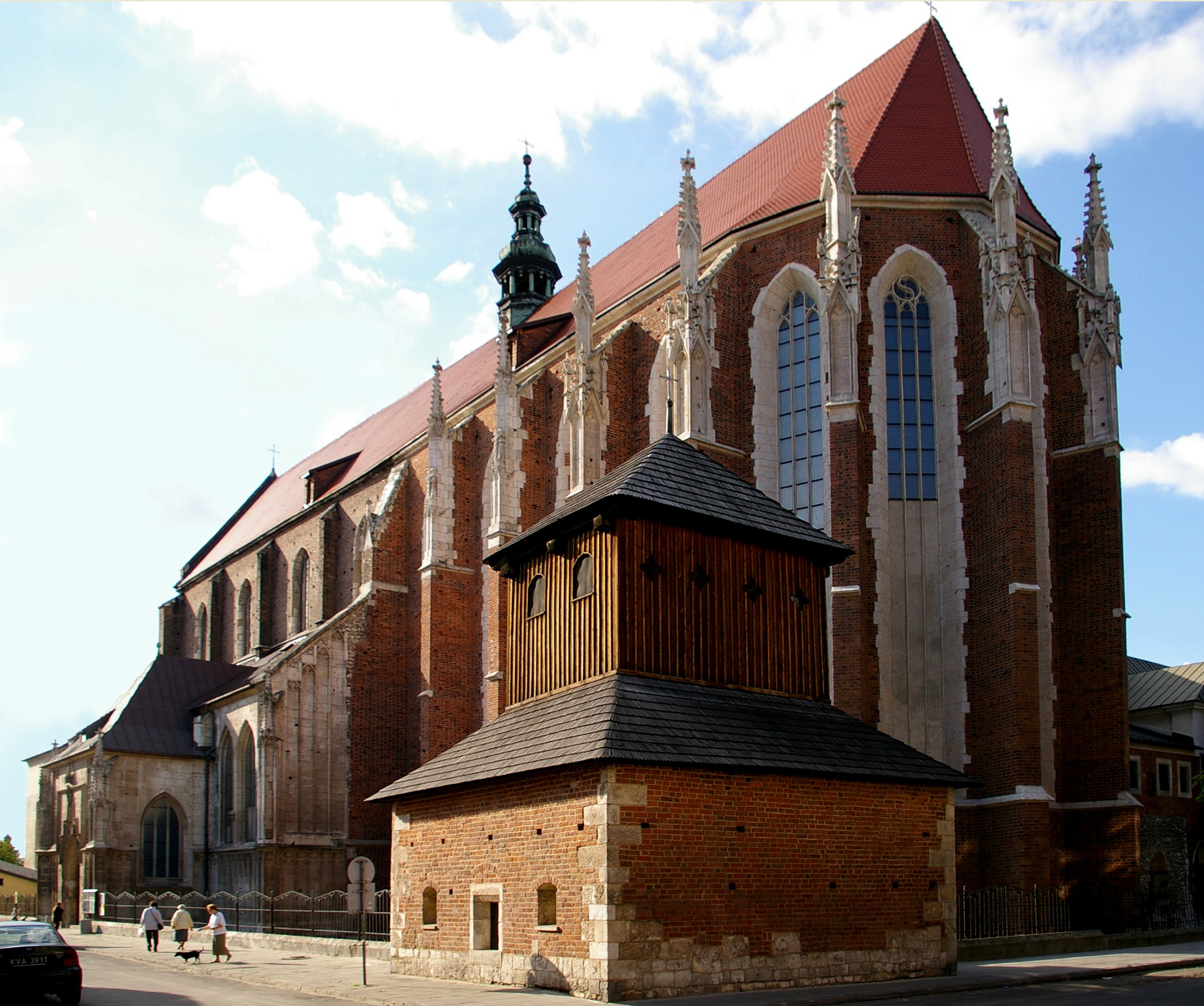
Gotický kostel svaté Kateřiny a Markéty v Krakově-Kaziměři, 14. století.

Umění pozdního romanismu a rané gotiky se díky okresnímu členění vyvíjelo nerovnoměrně a bylo na oběžné dráze velkých uměleckých center, především zemí Svaté říše a francouzského království. První gotické stavby vznikaly ve slezských vévodstvích (postupně převzatých Korunou českou), dále v Malopolsku a Velkopolsku. Západní Pomořansko, vlastněné místními knížaty, a Východní Pomořansko a Varmie Řádu německých rytířů byly silně ovlivněny severoněmeckou cihlovou gotikou, úzce související s ekonomickou a kulturní silou Hanzy.
Deskové malířství 14. století ve Slezsku bylo silně spjato s dvorským uměním českých Lucemburků, především císaře a českého krále Karla IV. a jeho syna Václava. Nejlepšími příklady jsou Kladská Madona, Nejsvětější Trojice ze Świerzawy (počítaná k nejstarším malbám ve Slezsku), svatá Anna ze Strzegomi. Od druhé čtvrtiny 15. století došlo ve Vratislavi k silnému rozvoji malířství v duchu gotického realismu, např. polyptych Zvěstování s jednorožcem, oltář s legendou o sv. Hedvice, oltář svaté Barbory, Madona s dítětem a anděly, velký soubor retáblů, epitafů a votivních obrazů z vratislavských kostelů sv. Barbory, Máří Magdaleny, svatá Alžběty a sv. Barbory. Gotické malířství v Pomořansku po celé 15. století bylo ovlivněno uměním říšských zemí a především Nizozemí. Mezi raná díla patří Oltář z Graudenz, Toruňský polyptych (v současné době v Diecézním muzeu v Pelplinu), Winterfeldský diptych z kostela Blahoslavené Panny Marie v Gdaňsku, pozdější díla zahrnují: Toruňské pašije, gdaňské retáble, jako je Velký a Malý Ferberský oltář, Jeruzalémský oltář a mnoho dalších.

## Architektura

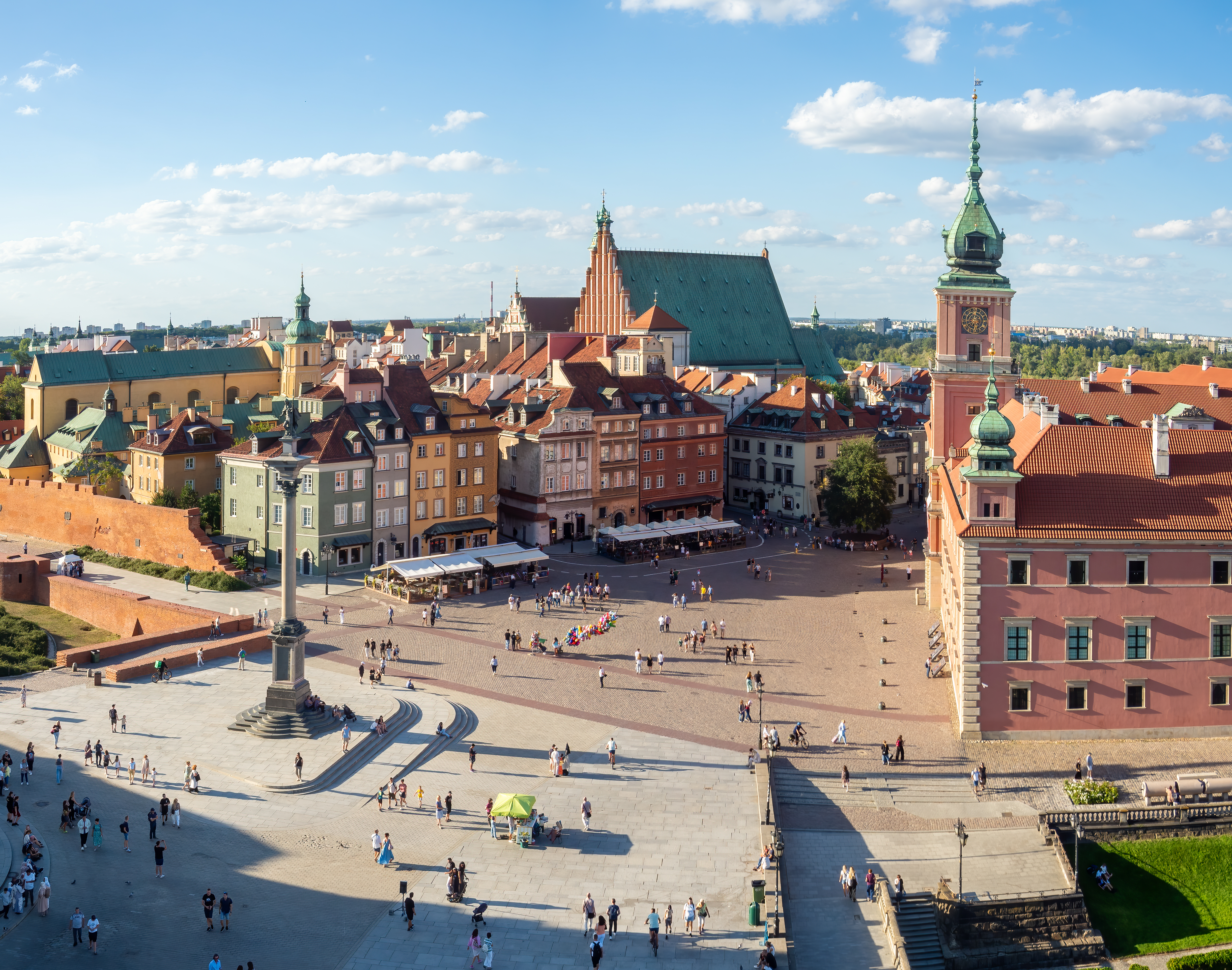
Palácové náměstí ve varšavském Starém Městě, se sloupem krále Zikmunda III., Královským hradem a katedrálou sv. Jana Křtitele

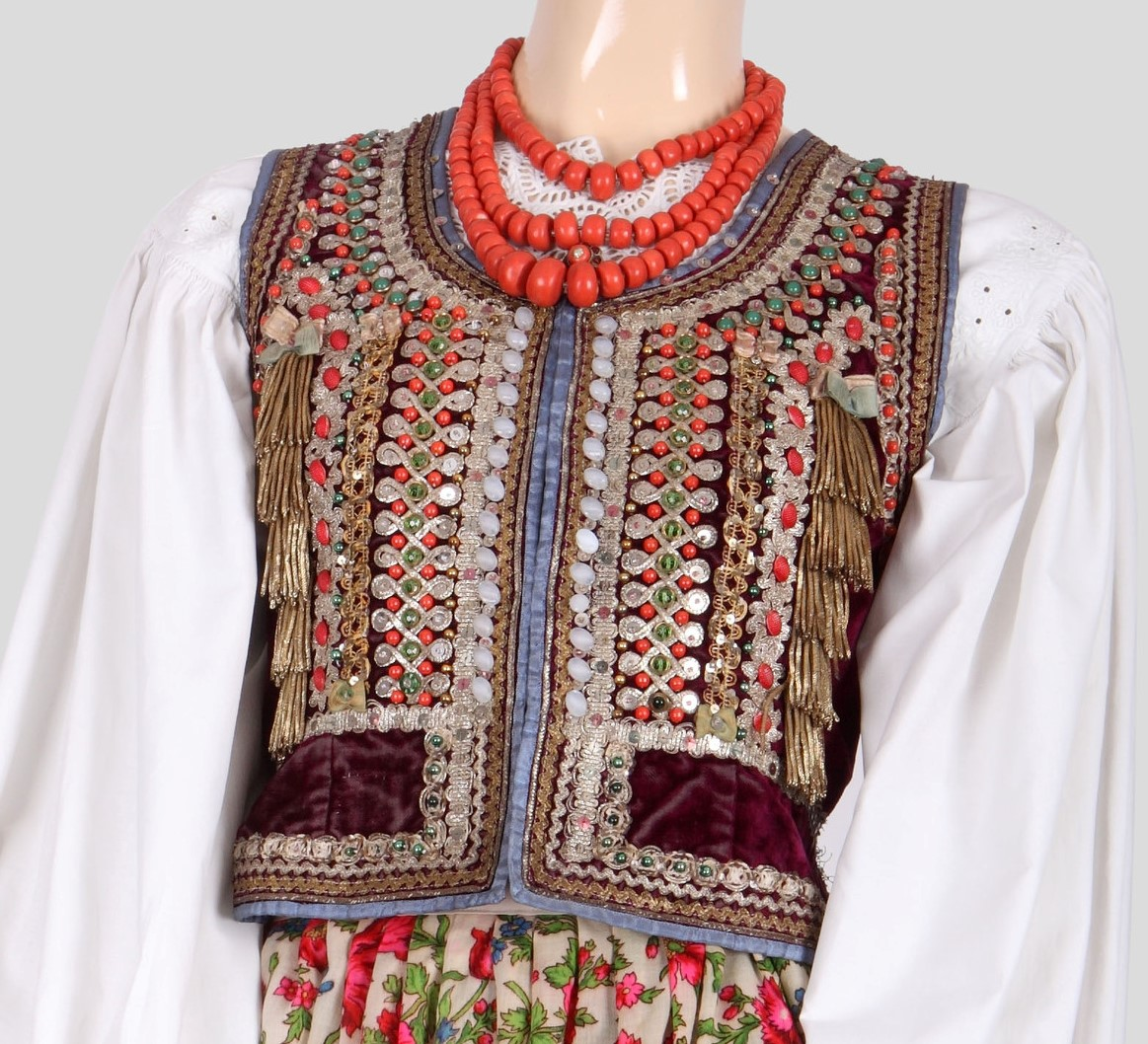
Polský tradiční vyšívaný oděv

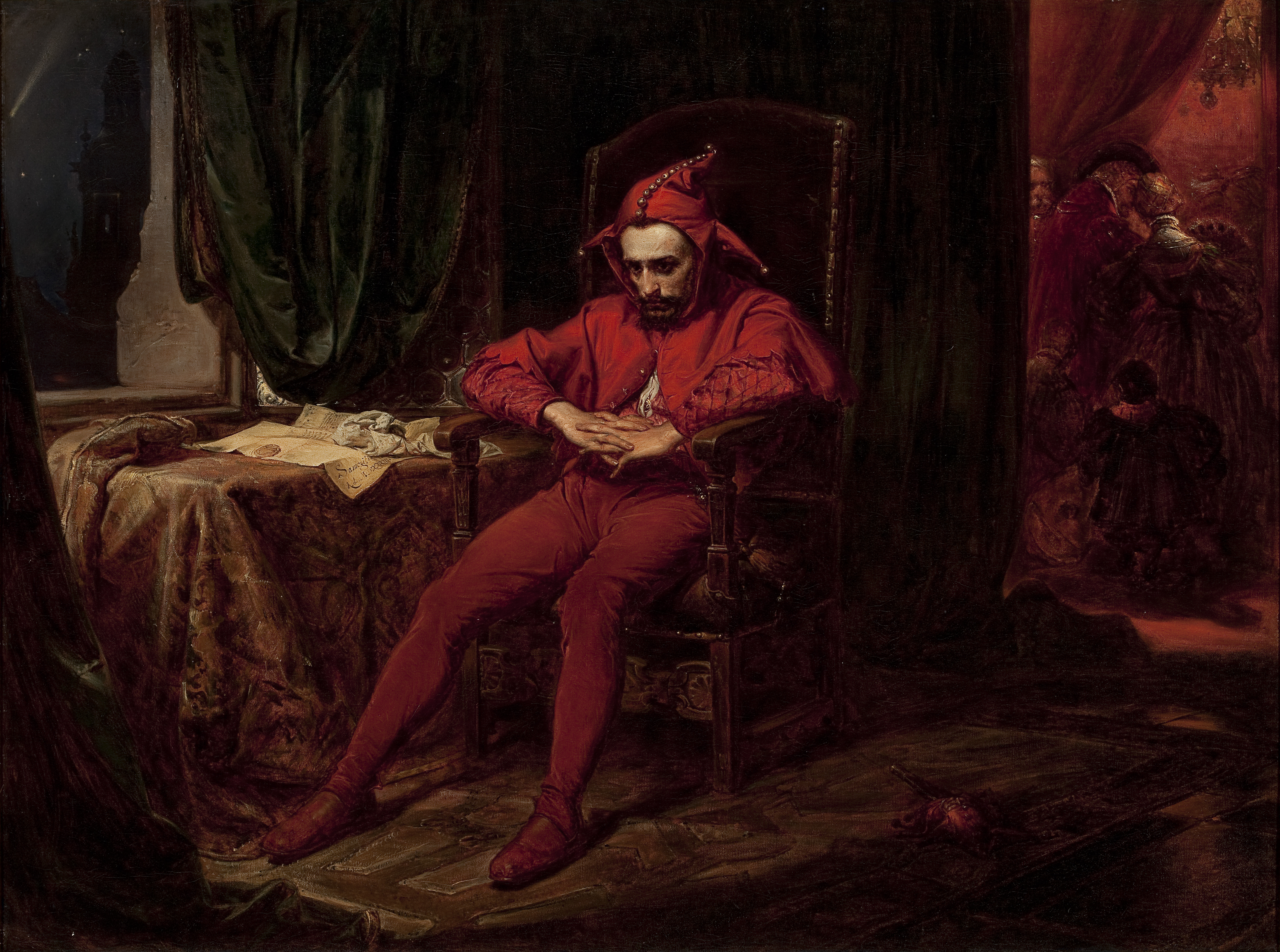
Stańczyk (1862), maloval Jan Matejko

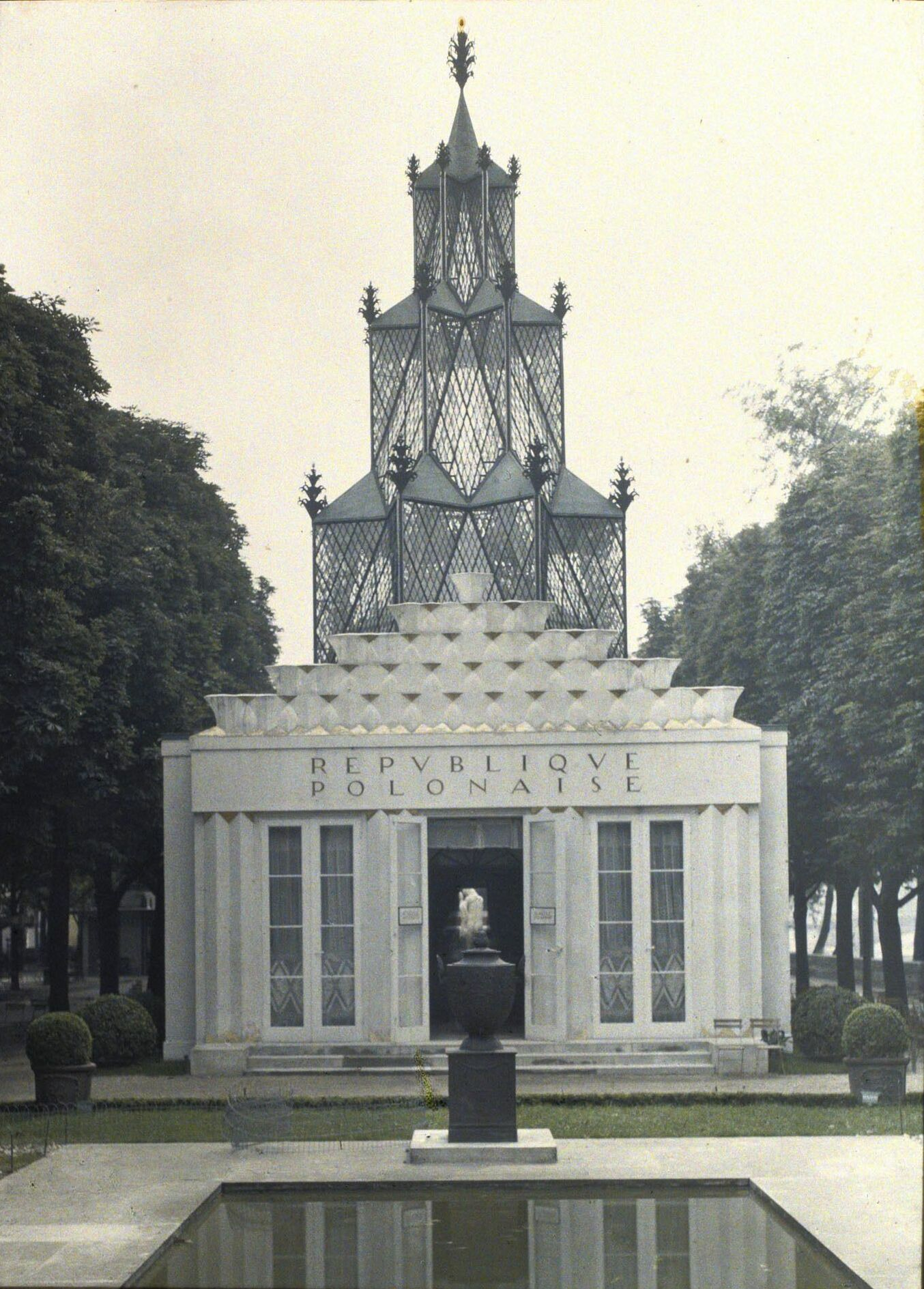
Polský pavilon Józefa Czajkowského v Paříži z roku 1925. Budova byla oceněna pařížskou Velkou cenou.

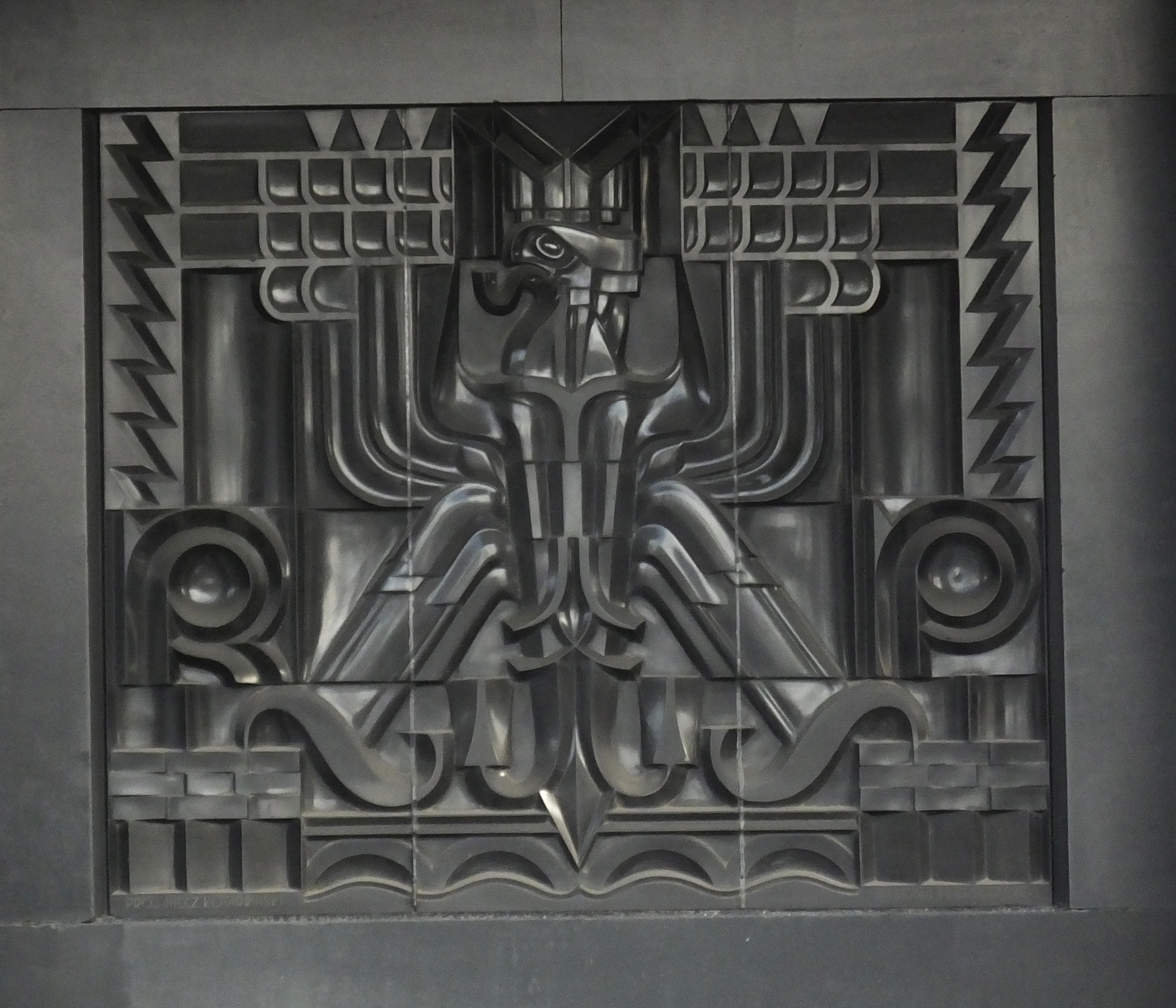
Čedičový reliéf ve stylu art deco s polským erbem na ministerstvu dopravy ve Varšavě (1931).

### 19. století
Polské umění často odráželo evropské trendy a přitom si zachovalo svůj jedinečný charakter. Krakovská škola historické malby vyvinutá Janem Matejkem vytvořila monumentální zobrazení významných událostí a zvyků polské historie. Matejko je považován za nejslavnějšího polský malíř nebo dokonce jako polský národní malíř.    Stanisław Witkiewicz byl horlivým zastáncem realismu v polském umění, jehož hlavním představitelem byl Jozef Chełmoński.
U zrodu moderního polského umění stálo hnutí Młoda Polska (Mladé Polsko) a zapojilo se do formálních experimentů vedených Jackem Malczewskim (symbolismus), Stanisławem Wyspiańským, Józefem Mehofferem a skupinou polských impresionistů.

### 20. století
Avantgardní umělci 20. století reprezentovali různé školy a směry. Umění Tadeusze Makowského bylo ovlivněno kubismem, zatímco Władysław Strzemiński a Henryk Stażewski pracovali v rámci konstruktivistického směru. Mezi významné současné umělce patří Roman Opałka, Wilhelm Sasnal, Leon Tarasewicz, Jerzy Nowosielski, Wojciech Siudmak, Mirosław Bałka a v mladší generaci Katarzyna Kozyrová a Zbigniew Wąsiel.
Malířka Tamara de Lempicka tvořila ve stylu art deco. Józef Czajkowski byl umělcem mnoha forem, včetně malby, architektury a designu nábytku.
Mezi nejslavnější polské sochaře patří Xawery Dunikowski, Katarzyna Kobrová, Alina Szapocznikowová a Magdalena Abakanowiczová. Od meziválečných let se polské umění a dokumentární fotografie těší celosvětovému uznání.
Po druhé světové válce v Polsku jen několik slavných umělců jako malíři Andrzej Wróblewski, Bronisław Linke a filmový režisér Andrzej Wajda (držitel čestného Oscara) připomínalo válečné oběti nacistického holokaustu, povstání ve varšavském ghettu a varšavského povstání.
Mezi významné polské pováleční malíře patří kapisté (Jan Cybis, Jan Szancenbach, Artur Nacht-Samborski, Hanna Rudzka-Cybisowa), Andrzej Wróblewski, Krakovská skupina / Grupa Krakowska (Tadeusz Kantor, Maria Jarema, Jerzy Nowosielski), jednotlivci jako Piotr Potworowski, Władysław Hasior, Ludwik Konarzewski, Jerzy Duda-Gracz, či Zdzisław Beksiński.
V 60. letech vznikla Polská škola plakátu, v jejímž čele stáli Henryk Tomaszewski a Waldemar Świerzy. 

### Současné umění od roku 1989
Nejvýznamnějšími představiteli současného polského umění jsou Wilhelm Sasnal, Rafał Bujnowski, Józef Robakowski, Paweł Althamer, Artur Żmijewski, Mirosław Bałka, Leszek Knaflewski, Robert Kuśmirowski, Zuzana Janinová, Krzysztof Wodiczko, Paulina Ołowska, Katarzyna Kozyrová, Joanna Rajkowska, Gruppa Azorro.
Významnou roli hrají nezávislé galerie, především ve Varšavě, Krakově a Poznani. V mnoha dalších městech vznikají muzea moderního umění, která shromažďují nejen národní a mezinárodní sbírky (Krakov, Vratislav, Toruň). Ve Varšavě probíhají práce na vybudování Muzea moderního umění, které od roku 2013 vytváří mezinárodní sbírku současného umění pro veřejnost.

## Galerie

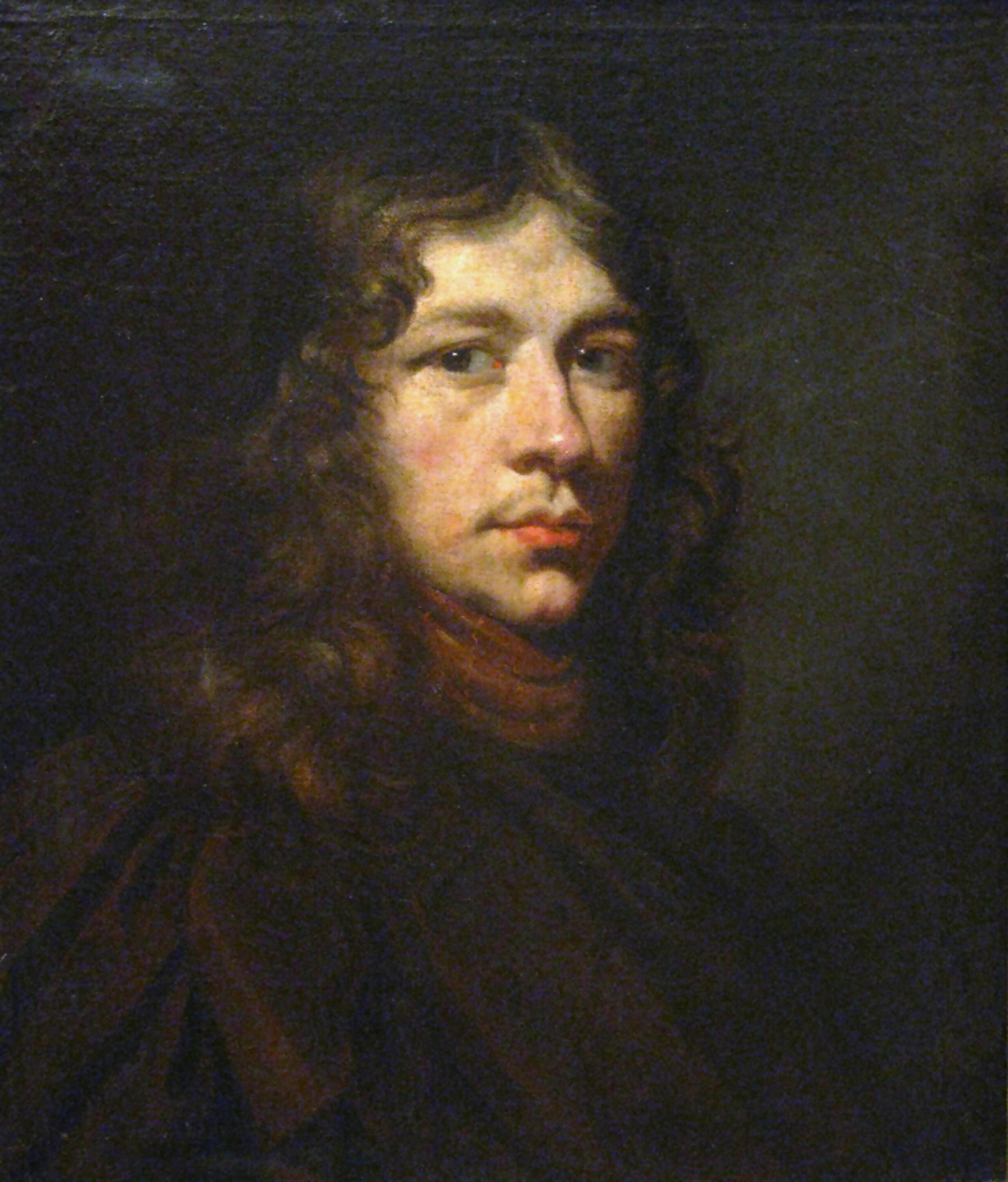
Daniel Schultz (1615–1683)
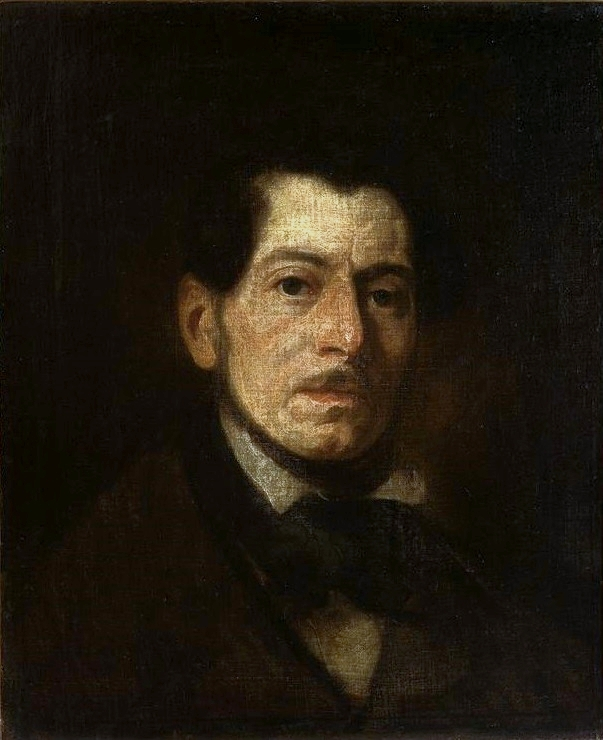
Piotr Michałowski (1800–1855)
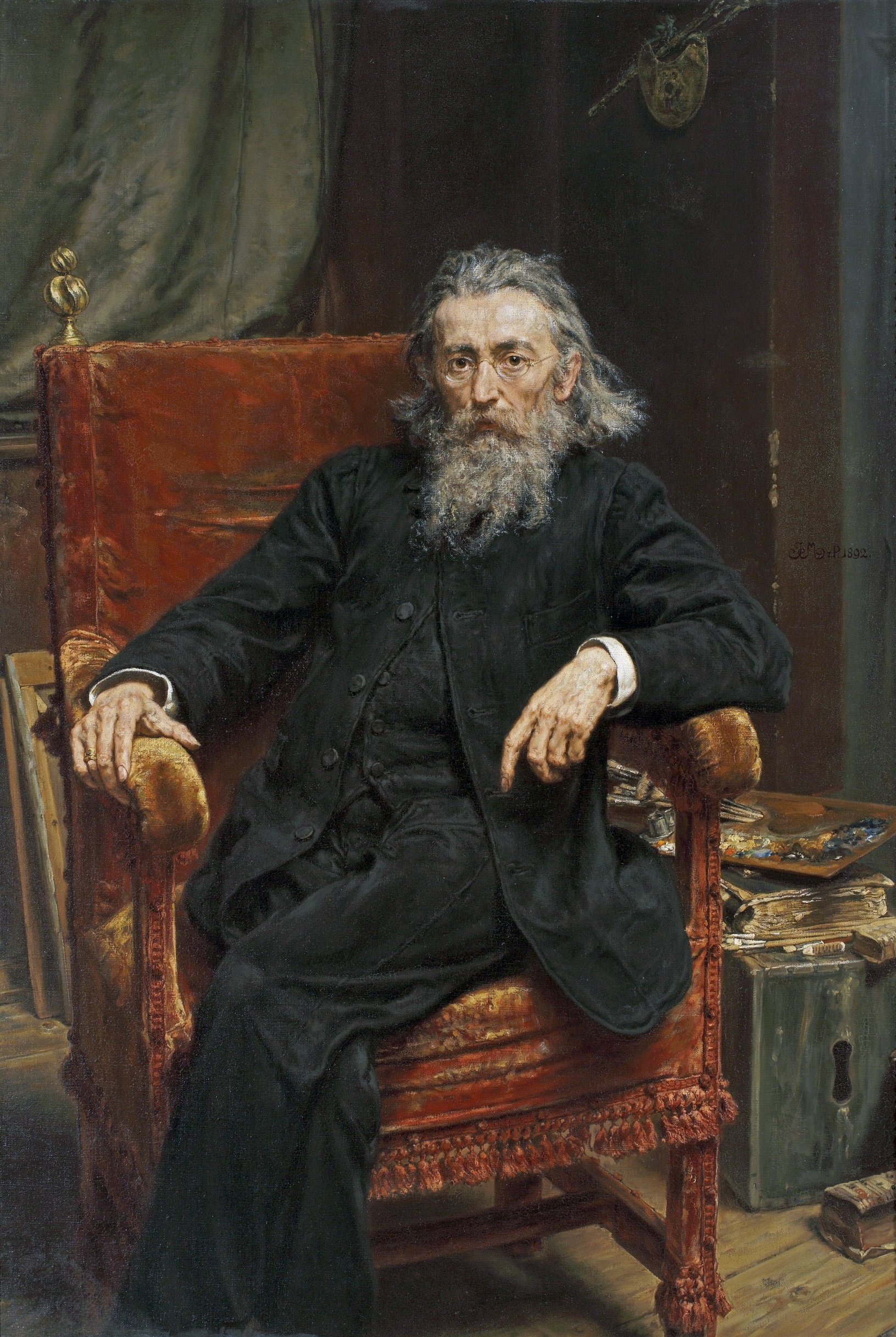
Jan Matejko (1838–1893)
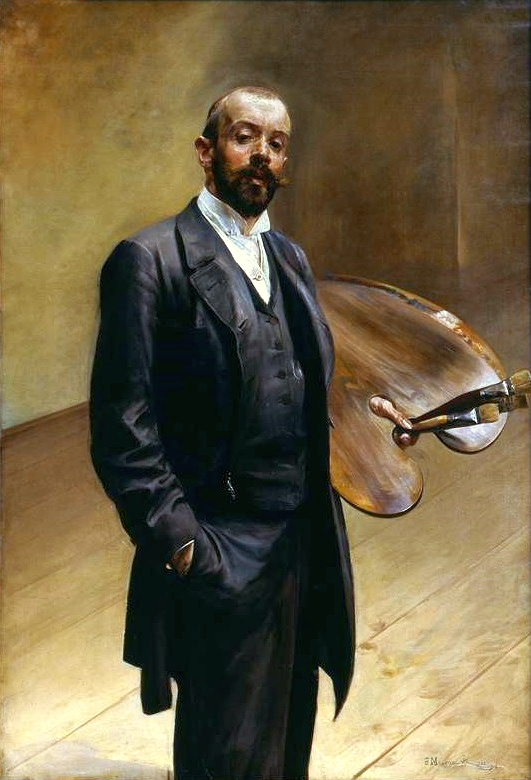
Jacek Malczewski (1854–1929)
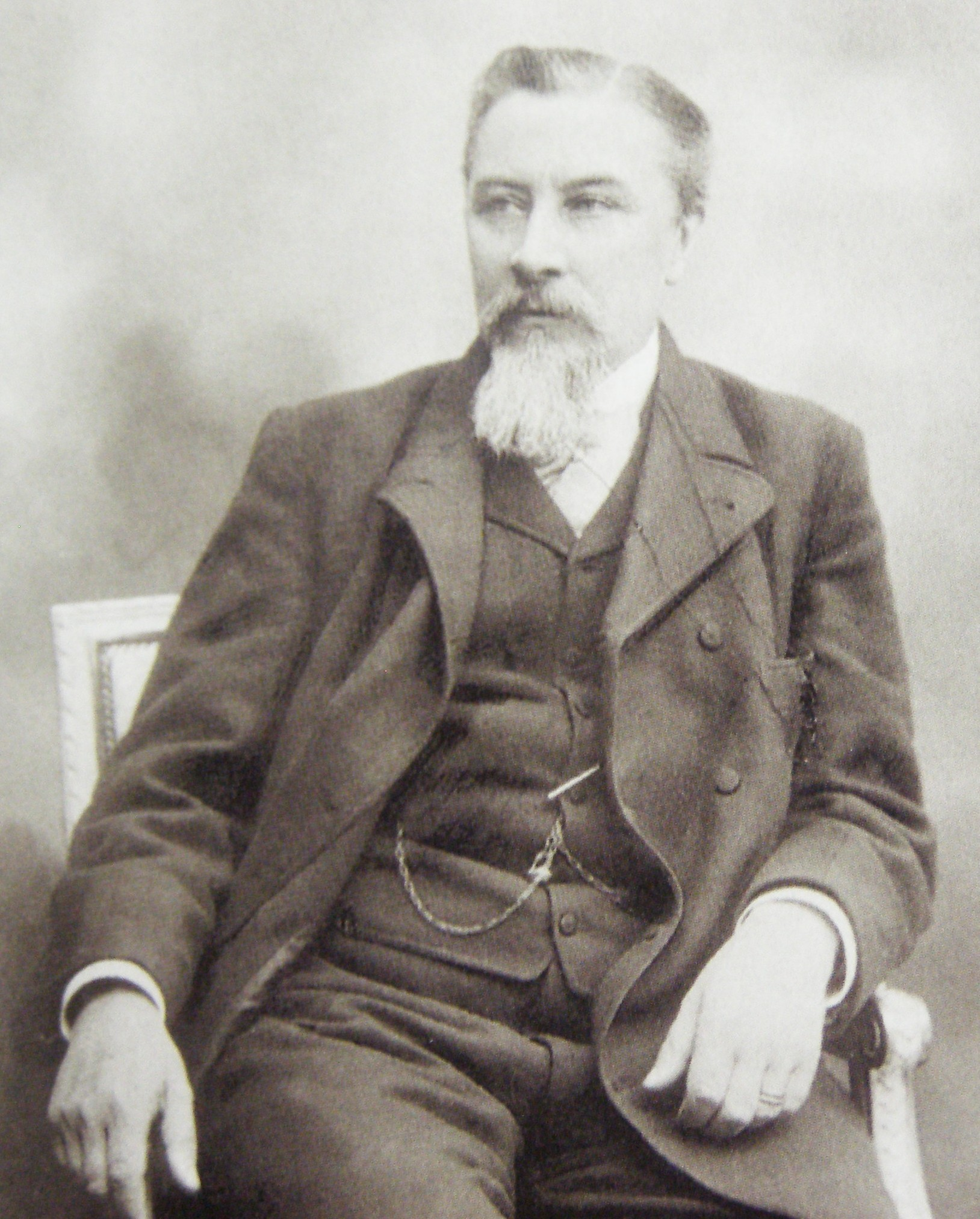
Henryk Siemiradzki (1843–1902)
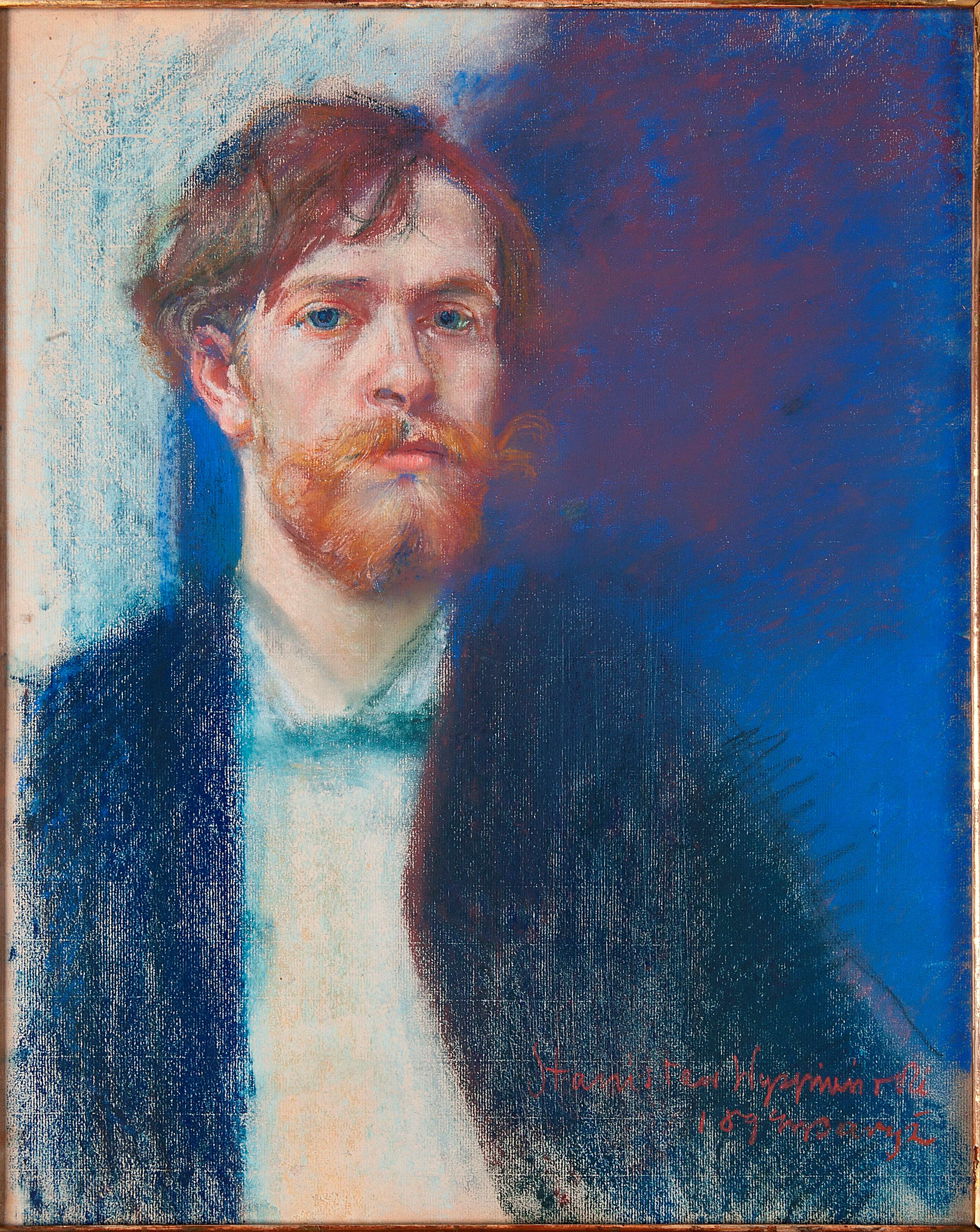
Stanisław Wyspiański (1869–1907)
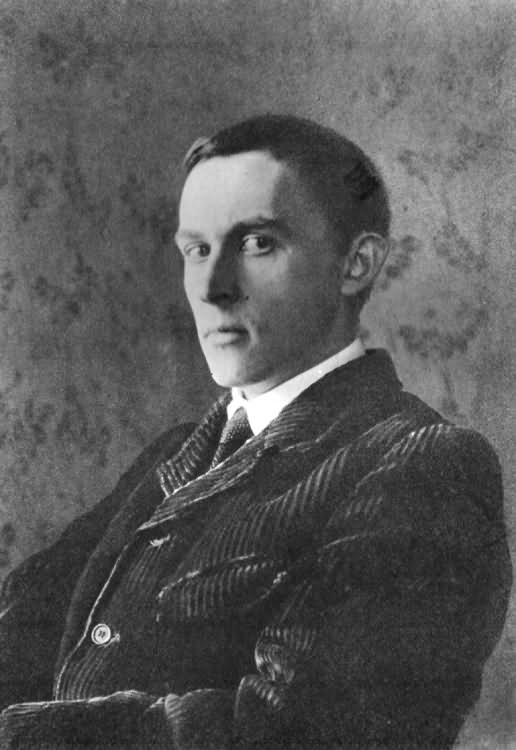
Stanisław Ignacy Witkiewicz (1885–1939)
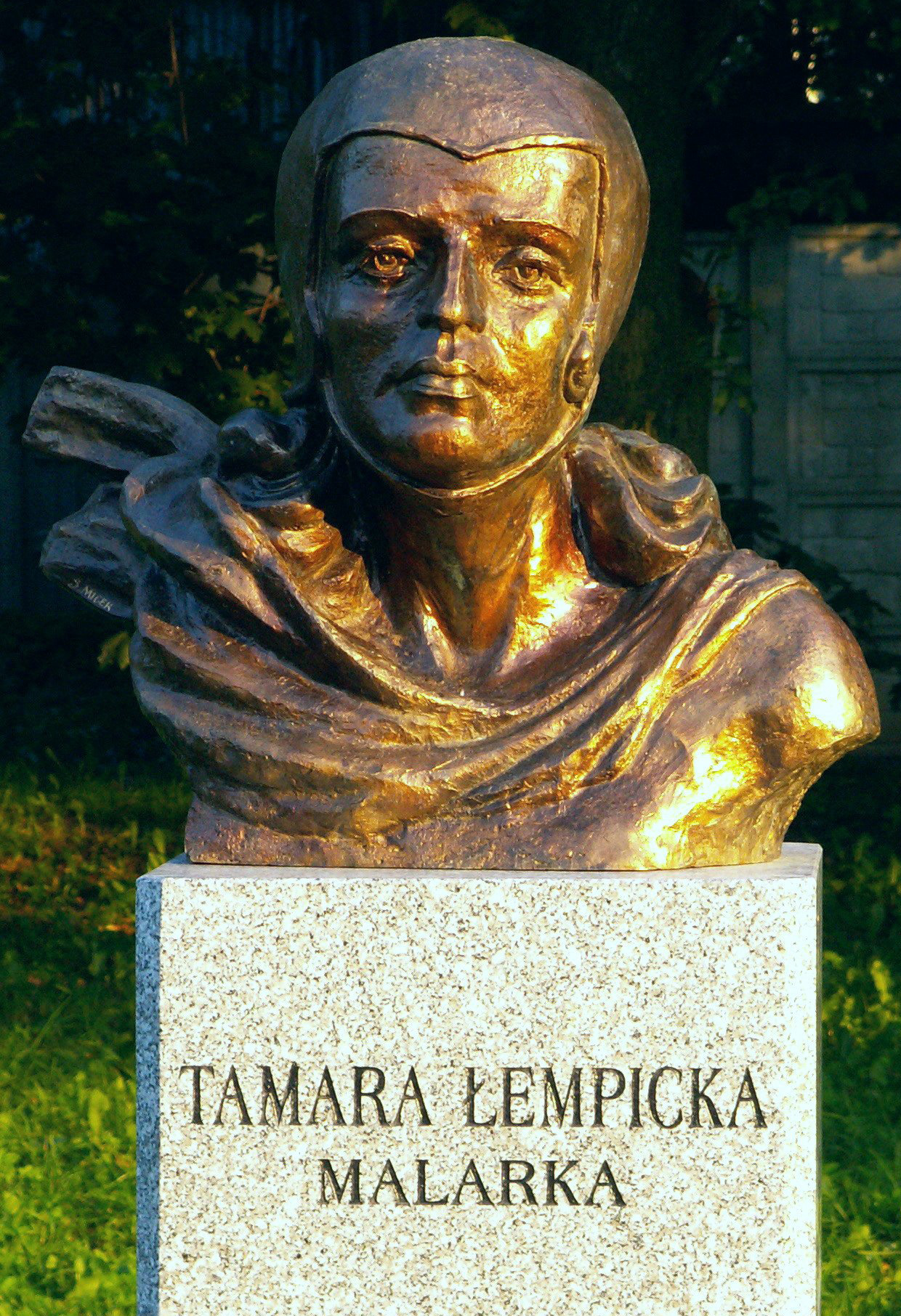
Tamara de Lempicka
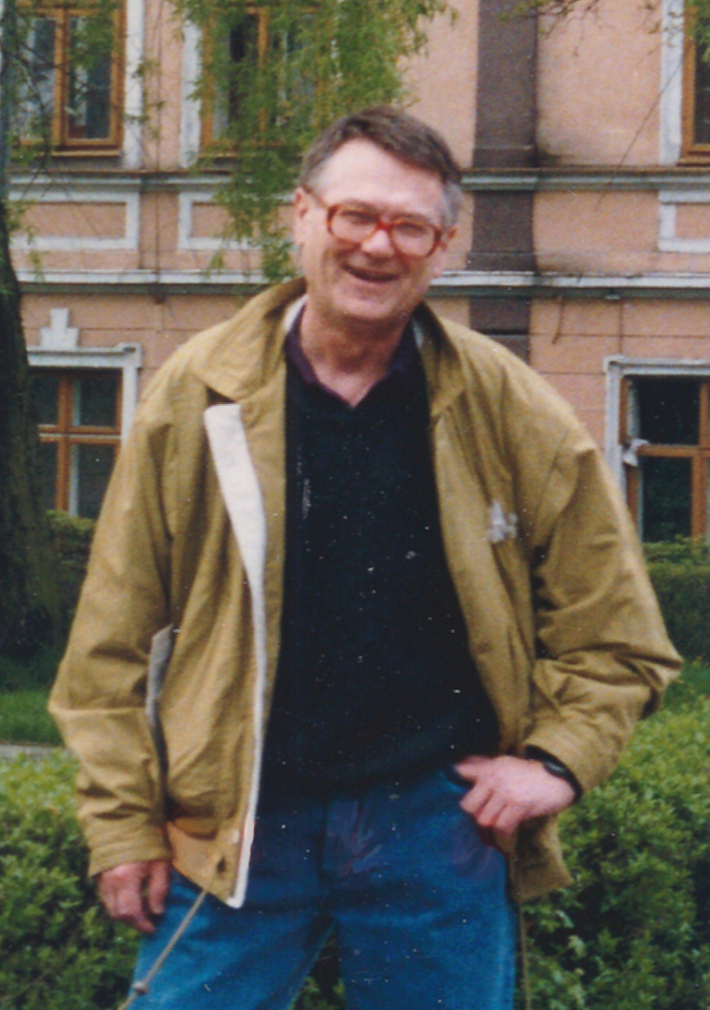
Fotograf Zdzisław Beksiński (1929–2005)
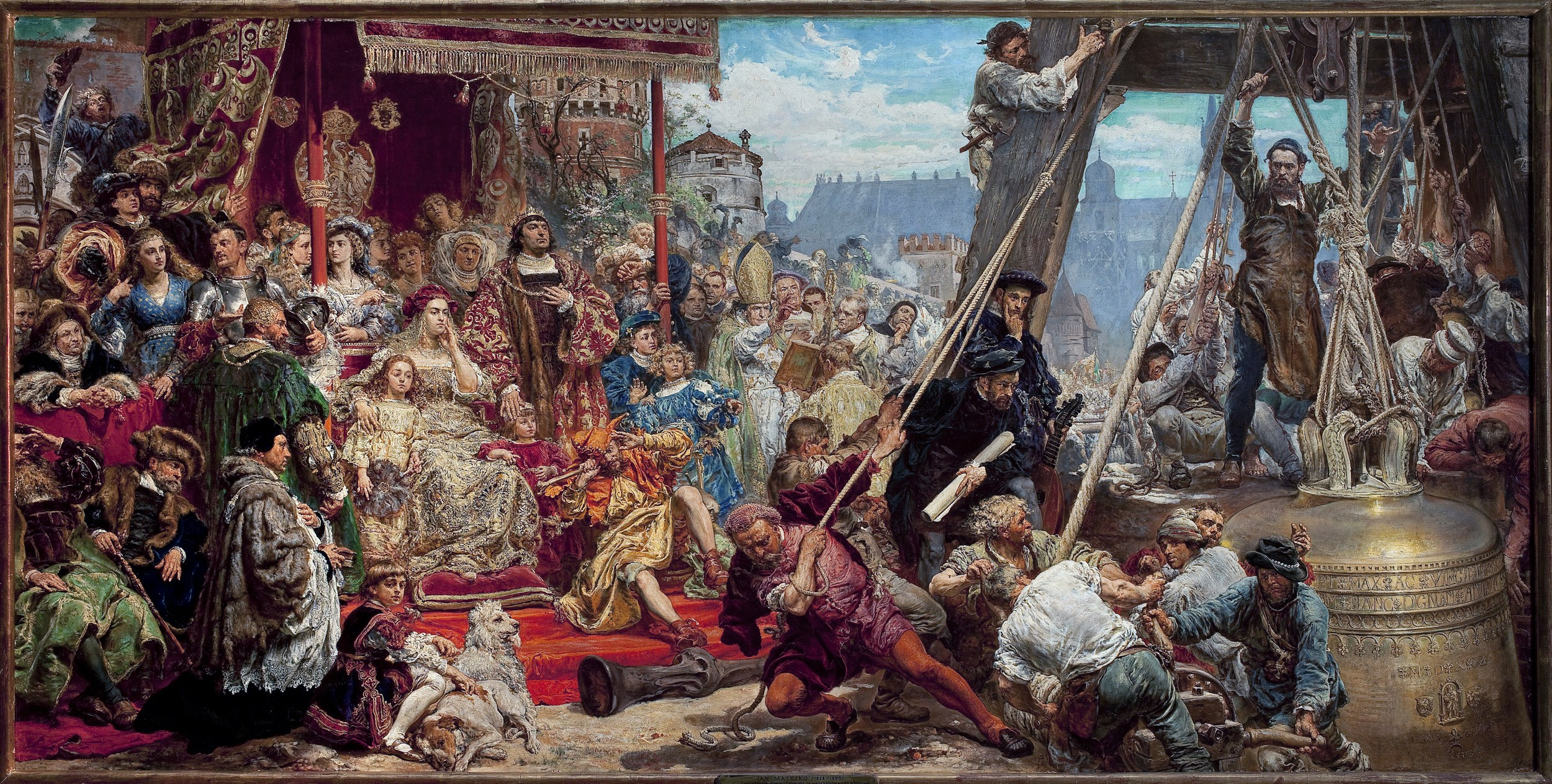
Jan Matejko: Zavěšení zvonu Zikmund (1874)
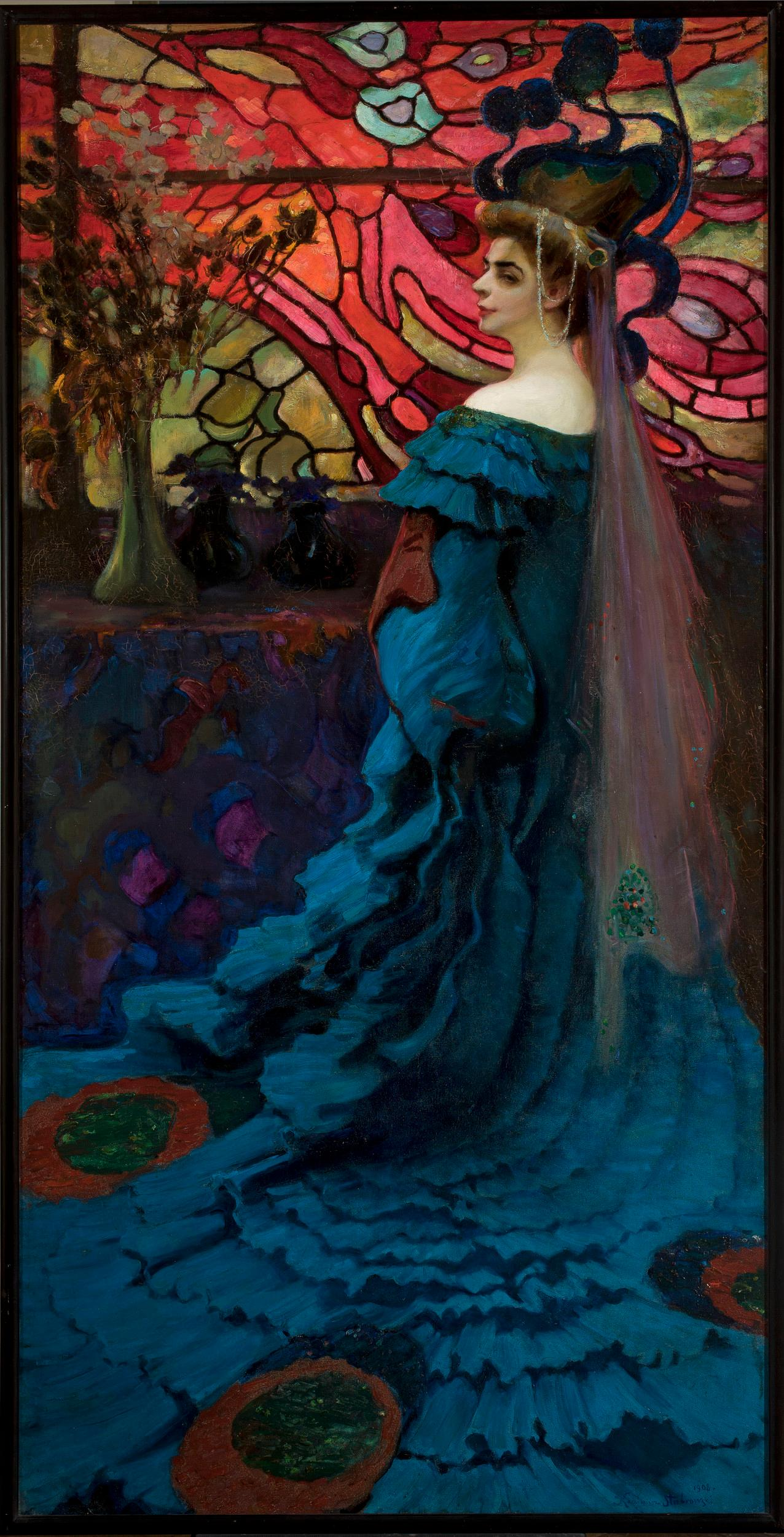
Kazimierz Stabrowski, Páv. Portrét Zofie Borucińské, 1908